# Alejandro Hamed
Alejandro Hamed Franco (Asunción, 26 de febrero de 1934-Montevideo, 24 de abril de 2023) fue un historiador y diplomático paraguayo.

## Biografía
Hamed estudió historia en la Facultad de Humanidades y Ciencias de la Universidad de la República en Montevideo, Uruguay. Posteriormente, obtuvo un doctorado en la Universidad Nacional de Asunción.
Durante el gobierno de Fernando Lugo, se desempeñó como ministro de Relaciones Exteriores del Paraguay desde el 15 de agosto de 2008 al 29 de abril de 2009.
Se destacó por su contribución a la investigación y difusión de la cultura árabe en Sudamérica.